# Peter Siegenthaler (Politiker, 1962)
Peter Siegenthaler (* 24. April 1962; heimatberechtigt in Schangnau) ist ein Schweizer Politiker (SP).

## Leben
Peter Siegenthaler wuchs auf einem Bauernhof in der Region Thun auf. Er absolvierte eine kaufmännische Lehre und arbeitete anschliessend in verschiedenen Unternehmen in der Privatwirtschaft sowie in der öffentlichen Verwaltung beim Kanton Bern und der Stadt Bern. Siegenthaler ist verheiratet und lebt in Thun.

## Politik
Peter Siegenthaler trat 1983 der Sozialdemokratischen Partei bei. Von 1992 bis 2003 war er Mitglied des Stadtrates (Legislative) von Thun, welchem er im Jahr 2000 als Stadtratspräsident vorstand. 2007 wurde Siegenthaler in den Gemeinderat (Exekutive) von Thun gewählt und übernahm die Direktion Sicherheit und Soziales.
2010 wurde Siegenthaler in den Grossen Rat des Kantons Bern gewählt, dem er bis 2022 angehörte. Er war von 2010 bis 2011 sowie von 2014 bis 2022 Mitglied des Büros des Grossen Rates. Von 2012 bis 2022 war Siegenthaler Mitglied der Geschäftsprüfungskommission, welcher er ab 2014 als Kommissionspräsident vorstand. Seit 2014 war er zudem Ersatzmitglied der Sicherheitskommission.
Siegenthaler ist Präsident der Bernischen Ortspolizeivereinigung sowie des Vereins Asyl Berner Oberland und Vorstandsmitglied des Verbands Bernischer Gemeinden VBG.